# Universidad (Madrid)
Pour les articles homonymes, voir Universidad.
Le quartier d'Universidad est un quartier administratif de Madrid situé dans le district Centro.
Les noms des plusieurs rues et places du quartier (place du Dos de Mayo, rue de Velarde, rue de Daoíz, rue de Ruiz, rue de Manuela Malasaña) font référence au soulèvement du Dos de Mayo de 1808.
D'une superficie de 94,7641 hectares, il accueille 33 100 habitants (Septembre 2019).